# Hellespontische Sibylle

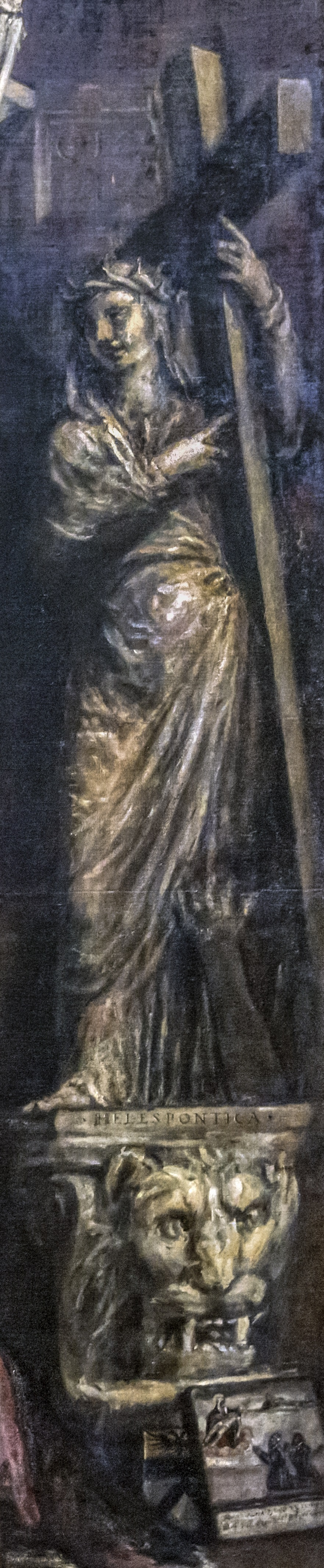
Die hellespontische Sibylle mit Kreuz und Dornenkrone als Rahmenfigur der Pietà von Tizian (1576); gegenüber Mose mit den Gesetzestafeln

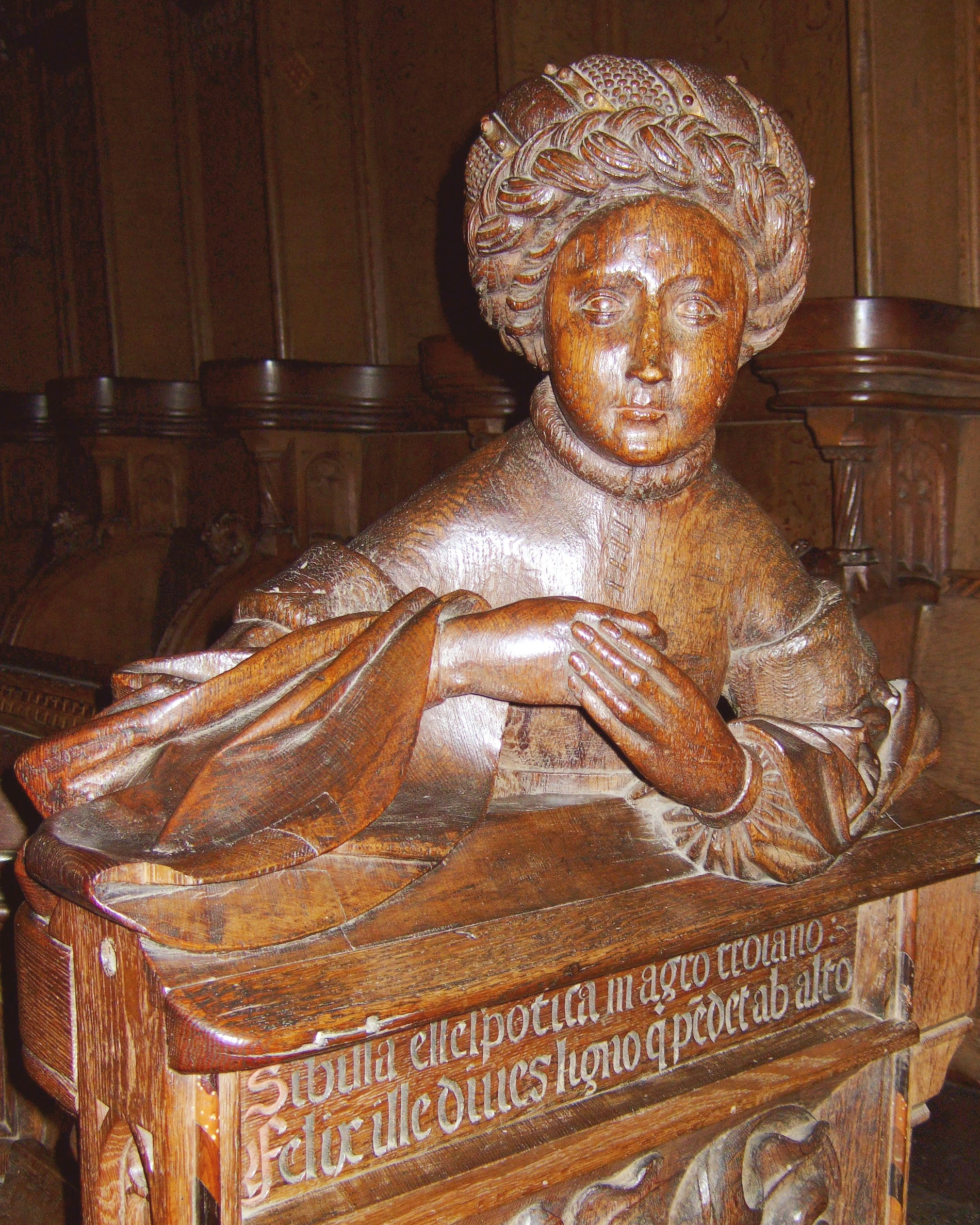
Hellespontische Sibylle, Jörg Syrlin (1455–1521), Ulmer Münster, Chorgestühl

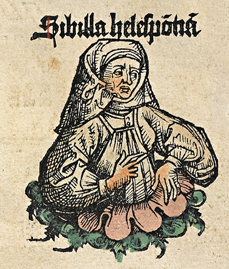
Sibilla hellespontica, aus der Schedelschen Weltchronik, 1493

Die hellespontische Sibylle ist eine der zehn Sibyllen, die mit einem geographischen Epithet versehen sind. Diese Zusatzbezeichnungen werden gemäß Laktanz auf Varro, einen römischen Schriftsteller des 1. Jahrhunderts v. Chr., zurückgeführt.
Der Ort des Orakels einer hellespontischen Sibylle war antiker Legende nach am Hellespont an der Küste Kleinasiens. Unter anderen erhob dort der Ort Marpessos den Anspruch, eines der ältesten Sibyllen-Heiligtümer (Temenos) zu unterhalten. Jedoch findet sich in erhaltenen Quellen der griechischen und römischen Antike kaum ein direkter Hinweis auf eine Sibylle besonders an diesem Ort.
In Anlehnung an Laktanz verstanden christliches Mittelalter und Renaissance die  hellespontische Sibylle als eine den Propheten fast gleichzustellende, pagane Verkünderin einer Gotteserwartung. Unter den Sibyllen wurden damals noch zwei weitere aus Kleinasien aufgeführt, die Samische Sibylle und die Sibylle von Erythrai. Wegen ihrer geographischen Nähe werden die drei der Legende nach in dieser Region prophezeienden Sibyllen oft miteinander ausgetauscht oder gleichgesetzt.
Eine eigene  hellespontische Sibylle wird in der Kunst der Gotik und Renaissance meist in Anlehnung an die Auflistung nach Varro als eine in einer Reihe von Sibyllen dargestellt, oft in Gegenüberstellung zu einer oft gleichen Anzahl von Propheten des Alten Testaments. In der wohl bekanntesten bildlichen Darstellung von fünf Sibyllen des Michelangelo im Fresko an der Decke der Sixtinischen Kapelle ist aber keine ‘Hellespontica’ enthalten, es ist eine ‘Erithrea’ dargestellt.
In zahlreichen anderen Gruppen von Sibyllen findet sich jedoch ab und zu eine namentlich bezeichnete ‘Hellespontica’, so z. B. an folgenden Orten:
- Ulm, gotische Halb-Plastik im Chorgestühl des Ulmer Münsters, als eine von zehn Sibyllen, im Gesamtkunstwerk mit zahlreichen antiken Gelehrten und Propheten[2]
- Trescore, Lombardei, Renaissance-Fresko im Oratorio Suardi, in einer Reihe von siebzehn Medaillons mit Sibyllen und Propheten von Lorenzo Lotto[3]